# Liste portugiesisch-uruguayischer Städte- und Gemeindepartnerschaften
Diese Liste portugiesisch-uruguayischer Städte- und Gemeindepartnerschaften führt Städte- und Gemeindefreundschaften zwischen den Ländern Portugal und Uruguay auf.
1993 nahmen die beiden Hauptstädte Lissabon und Montevideo die erste portugiesisch-uruguayische Partnerschaft auf, danach folgten bislang zwei weitere (Stand 2013).

## Liste der Städtepartnerschaften und -freundschaften
| Portugiesischer Ort | Uruguayischer Ort      | Seit | Anmerkung                                               |
| ------------------- | ---------------------- | ---- | ------------------------------------------------------- |
| Guimarães           | Colonia del Sacramento | 2001 | beide historische Altstädte gehören zum UNESCO-Welterbe |
| Lissabon            | Montevideo             | 1993 | Kooperationsabkommen                                    |
| Penafiel            | Salto                  | 2013 |                                                         |